# 크랄로브스카 정원

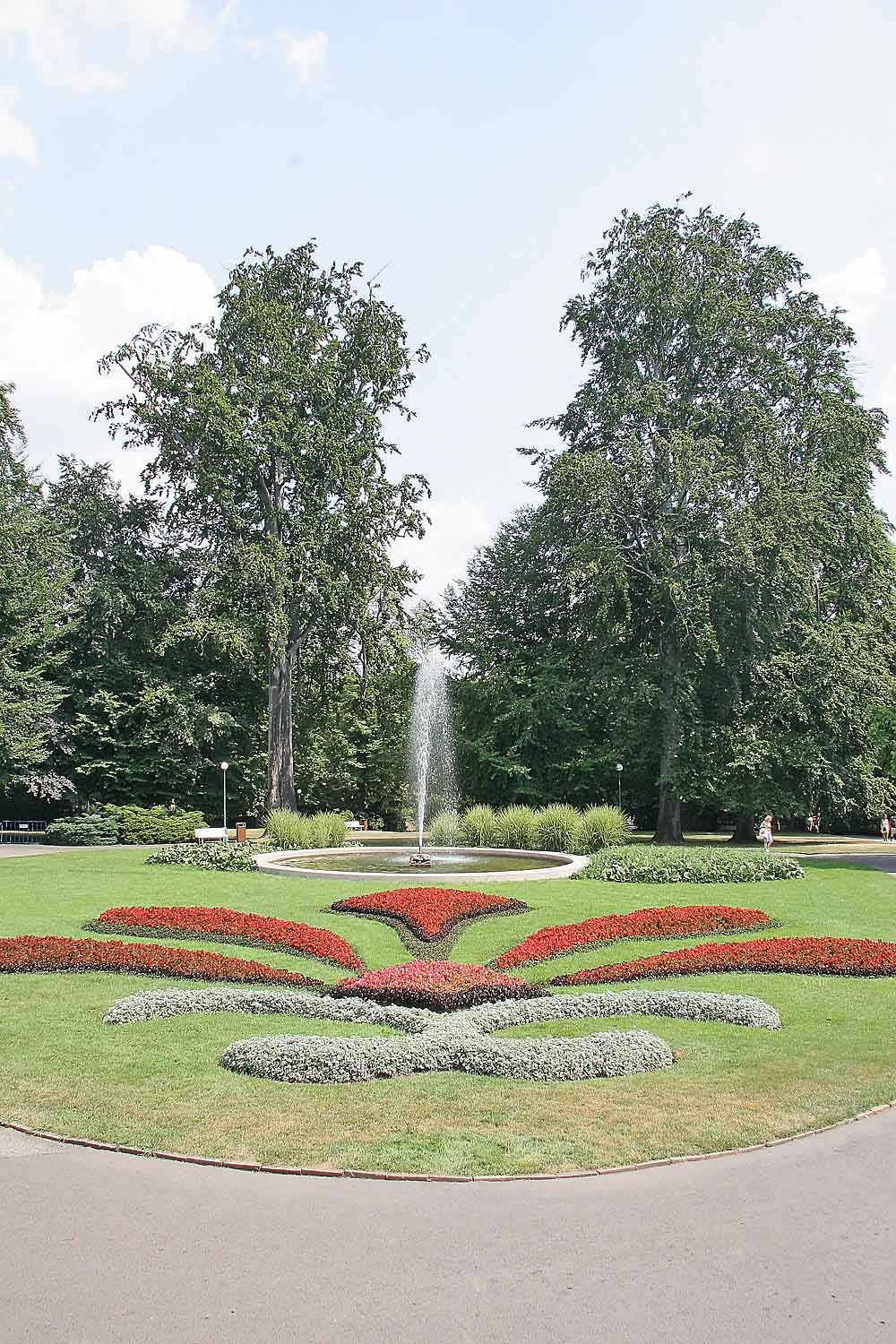
크랄로브스카 정원

크랄로브스카 정원(체코어: Královská zahrada)은 체코 프라하 프라하성에 있는 정원이다. 이 정원은 합스부르크 왕가의 페르디난트 1세 황제의 설계에 따라 1534년에 만들어졌다. 원래는 페르디난트 1세 황제가 왕실을 위한 정원을 만들기 위해 구입한 포도원이었다. 이 정원은 1560년에 완공된 앤 여왕의 여름 궁전과 동시에 건립되었다.